# Apartaments Cap sa Sal
Els Apartaments Cap sa Sal és una obra del municipi de Begur (Baix Empordà), situats al promontori de cap sa Sal, que forma part de l'Inventari del Patrimoni Arquitectònic de Catalunya.

## Descripció

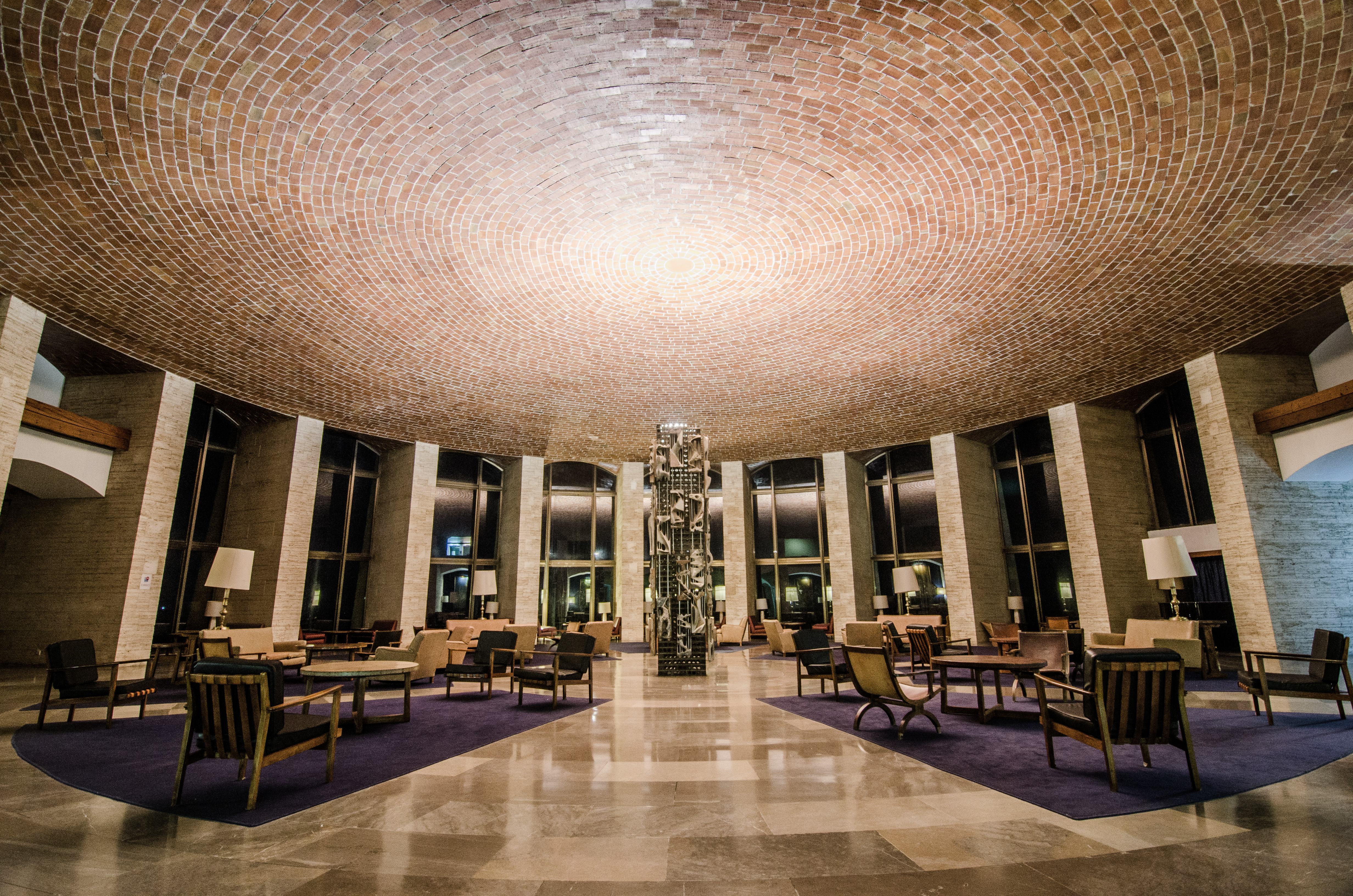
Vestíbul de l'hotel

És un monumental edifici de planta en forma d'"U" molt suau, on una de les ales s'endinsa al mar formant un gran mirador de grans obertures allargassades, i l'altra ala és on se situen els apartaments, i ancorats a la muntanya (els apartaments estan esglaonats). Al bell mig de la "U" hi ha la plaça d'accés on hi ha la rampa que descendeix a l'aparcament soterrani. També ací hi ha l'entrada recollida per un ràfec que ens endinsa a la recepció i al gran "hall" rodó (que sobresurt en coberta) a doble alçada de volta de pla molt rebaixada.
Aquesta volta té uns 20 m. de diàmetre i està envoltada de grans murs de travertí (costelles de 90 cm d'amplada per 240 de llargada) que crean una mena de porxo al voltant de la sala i pel costat de l'entrada (així mateix, al damunt d'aquest porxo es creen uns balcons del pas que comunica el menjador-mirador abandonat amb les cambres), mentre que per l'altre costat (doble alçada) ens dona a unes fantàstiques vistes sobre el mar (ací les costelles ens crean una mena de cubicles p estar). Al centre de la sala hi ha una escultura. El terra és de plaques calises.
L'edifici té el seu propi port, piscines i uns jardins d'en Rubió i Tudurí al seu voltant. A més dels molts mobles antics recuperats, qui sap d'on.

## Història
La construcció de l'hotel s'inicià el 1955 per iniciativa del Doctor Andreu, obra de l'arquitecte Josep Maria Bosch i Aymerich. S'obrí al públic el 1963, convertint-se en un dels establiments més emblemàtics de la Costa Brava, Va funcionar fins al 1979. Durant els seus 16 anys de vida l’establiment va acollir a diversos polítics, intel·lectuals i artistes de renom internacional, com l’actor Rock Hudson o el músic Xavier Cugat.
La davallada del turisme adinerat feu que es convertís en conjunt d'apartaments.